# أليس (برمجيات)
أليس هو تطبيق تعليمي مفتوح المصدر، مبني علي البرمجة الكائنية التوجه في بيئة تطوير متكاملة. أليس تم تطويرة بواسطة جافا ويتيح خاصية السحب والإفلات لعمل رسومات حاسوبية متحركة، باستخدام الرسوميات ثلاثية الأبعاد. تم تطوير أليس بواسطة مطوري برامج من جامعة كارنيغي ميلون، وعلي رأسهم راندي باوش. يتميز تطبيق أليس بأنة يتلافى المشكلات والعوائق التي توجد بالنماذج الأخرى والتي تجعلها غير مناسبة للمنهج التعليمي، ومن أهمها:
- أغلب لغات البرمجة مصممة لإنتاج كود يهدف لمنتج تجاري، أليس علي غير ذلك هدفها تعليمي فقط
- أليس مرتبطة ببيئة التطوير المتكاملة، وتدعم البرمجة الكائنية التوجه
- أليس مصممة للأشخاص الغير مرتبطين بالبرمجة، مثل طلبة المدارس، وذلك باستخدام خاصية السحب والإفلات